# She Wolf (chanson de Shakira)
Pour les articles homonymes, voir She Wolf.
Singles de Shakira
Hay Amores
(2007) Did It Again
(2009)
Pistes de She Wolf
Did It Again
(2)
She Wolf est le premier single extrait de l'album She Wolf de Shakira qui est sorti le 5 octobre 2009 dans le monde entier. La chanson a une version espagnole appelée Loba. 
La première de Loba, le 29 juin 2009, est passée sur beaucoup de radios. Quant à la première de She Wolf, le 13 juillet dernier, elle a été entendue sur la radio KIIS-FM,. Depuis le 14 juillet, She Wolf et Loba sont téléchargeables sur iTunes. Moins de 24 heures après sa sortie, She Wolf a atteint la vingtième place des chartes de l'iTunes Store, quant à Loba, elle était deuxième sur iTunes Latino. 
La chanson She Wolf a assuré la promotion de la saison 6 de la série américaine Desperate Housewives sur ABC.

## Clip vidéo
Le clip a été dirigé par Jake Nava. La vidéo a été décrite comme « Une vidéo sexy et inventive, dirigée par Jake Nava, mettant en vedette la métamorphose d'une femme à travers sa technique de danse ».
Dans ce clip, Shakira montre sa souplesse et exécute des mouvements extrêmes comme le grand écart facial.

## Formats et liste des pistes
| - Maxi CD en Australie 1. Loba – 3:08 2. Loba (Moto Blanco Radio Edit) – 3:40 3. Loba (Moto Blanco Club Mix) – 7:07 - Maxi CD au Mexique, 1. Loba – 3:08 2. Loba (Pocho Club Mix) – 3:49 3. Loba (Pocho Radio Mix) – 3:41 4. Loba (Deep Mariano Club Mix) – 5:04 5. Loba (Deep Mariano Radio Mix) – 4:31 Middle Eastern Maxi CD 1. Loba (Said Mrad Club Remix) - 5:42 2. Loba (Said Mrad Remix – Radio Edit) – 3:43 3. Loba (Fahmy & Samba's SphinxMix – Club Mix) – 3:56 4. Loba (Fahmy & Samba's SphinxMix – Radio Edit) – 2:53 5. Loba (Mindloop Collective Lounge Mix) – 3:44 6. Loba (Beirutbiloma Mix) – 3:43 International 2-Track CD 1. She Wolf – 3:08 2. Loba – 3:08 | Versions officielles - She Wolf – 3:08 - She Wolf (Moto Blanco Radio Edit) – 3:40 - She Wolf (Moto Blanco Club Mix) – 7:08 - She Wolf (Moto Blanco Dub Mix) – 7:07 - She Wolf (Villains Remix) – 4:10 - She Wolf (Villains Dub) – 4:06 - She Wolf (Deeplick Night club Mix) – 7:04 - She Wolf (Deeplick Radio Edit) – 3:26 - She Wolf (Calvin Harris Remix) – 4:47 - She Wolf (Said Mrad Club Remix) – 5:42 - She Wolf (Said Mrad Remix – Radio Edit) – 3:43 - She Wolf (Fahmy & Samba's SphinxMix – Club Mix) – 3:56 - She Wolf (Fahmy & Samba's SphinxMix – Radio Edit) – 2:53 - She Wolf (Mindloop Collective Lounge Mix) – 3:44 - She Wolf (Beirutbiloma Mix) – 3:43 - She Wolf (Official Remix featuring T-Pain) - 3:18 - Loba – 3:08 - Loba (Poncho Club Mix) – 3:56 - Loba (Poncho Radio Mix) – 3:41 - Loba (Deep Mariano Club Mix) – 5:06 - Loba (Deep Mariano Radio Mix) – 4:34 - Loba (Salsa version) – 3:53 |

## Classements et certifications
| Classement (2009)                       | Meilleure position |
| --------------------------------------- | ------------------ |
| Allemagne (Media Control AG)            | 2                  |
| Australie (ARIA)                        | 18                 |
| Autriche (Ö3 Austria Top 40)            | 3                  |
| Belgique (Flandre Ultratop 50 Singles)  | 16                 |
| Belgique (Wallonie Ultratop 50 Singles) | 5                  |
| Canada (Hot 100)                        | 5                  |
| Tchéquie (IFPI Rádio)                   | 12                 |
| Danemark (Tracklisten)                  | 16                 |
| Écosse (OCC)                            | 4                  |
| États-Unis (Hot 100)                    | 11                 |
| États-Unis (Pop Airplay)                | 11                 |
| États-Unis (Dance Club Songs)           | 1                  |
| États-Unis (Hot Latin Songs)            | 1                  |
| Espagne (PROMUSICAE)                    | 2                  |
| Europe (Hot 100)                        | 4                  |
| Finlande (Suomen virallinen lista)      | 6                  |
| France (SNEP Téléchargement)            | 4                  |
| Hongrie (Rádiós Top 40)                 | 5                  |
| Irlande (IRMA)                          | 2                  |
| Italie (FIMI)                           | 3                  |
| Japon (Hot 100)                         | 9                  |
| Norvège (VG-lista)                      | 11                 |
| Nouvelle-Zélande (RMNZ)                 | 36                 |
| Pays-Bas (Nederlandse Top 40)           | 22                 |
| Royaume-Uni (UK Singles Chart)          | 4                  |
| Slovaquie (IFPI Rádio)                  | 13                 |
| Suède (Sverigetopplistan)               | 17                 |
| Suisse (Schweizer Hitparade)            | 3                  |

| Classement (2009)                         | Position |
| ----------------------------------------- | -------- |
| Canada Hot 100                            | 57       |
| Europe Hot 100                            | 55       |
| France Classement single digital          | 33       |
| Allemagne Classement single               | 38       |
| HongrieClassement airplay radio           | 67       |
| ItalieClassement single                   | 8        |
| Espagne Classement single                 | 7        |
| Suisse Classement single                  | 39       |
| États-Unis Billboard Hot 100              | 64       |
| États-Unis Hot Dance Club Songs           | 13       |
| États-Unis U.S. Latin Songs Year End 2009 | 9        |
| Classement de fin d'année (2010)          | Position |
| Hongrie Classement airplay radio          | 48       |

| Pays        | Organisme  | Certifications |
| ----------- | ---------- | -------------- |
| Italie      | FIMI       | Platine        |
| Espagne     | PROMUSICAE | 2 × Platine    |
| Suisse      | IFPI       | Or             |
| Royaume-Uni | BPI        | Argent         |
| États-Unis  | RIAA       | Platine        |